# Jeanne Maubourg

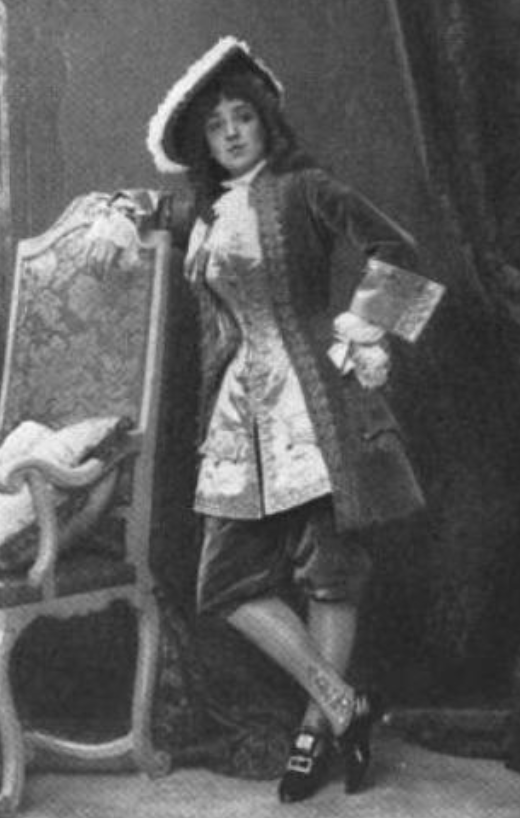
Moubourg in kostuum

Jeanne Maubourg, artiestennaam van Jeanne Elisabeth Goffaux, (België, Namen, 10 november 1873 – Canada, Montreal, 9 mei 1953) was een Belgisch mezzosopraan, zangpedagoge en actrice, voornamelijk bekend in Canada.
Ze was dochter van koopman Alexis Hippolyte Goffaux en Anne Marie Nottet. Ze trouwde in 1911 met tenor Claude Bede Benedict, die de naam Maubourg had aangenomen. Ze is in 1917 getrouwd met dirigent Albert Roberval (1869-1923)  en in 1948 met de Franse zanger/acteur Auguste Aramini.
Haar eerste muzieklessen ontving zij van haar vader, in later leven als Alexis Maubourg dirigent van het orkest van het Théâtre Royal des Galeries St Hubert in Brussel. Daarna volgden lessen bij Madame Labarre in Brussel, in Nancy, Algiers en Parijs, waar ze les kreeg van Maurice de Féraudy (drama). Van 1897 tot 1900 was ze verbonden aan het operagezelschap van de Koninklijke Muntschouwburg; van 1900 tot 1904 was ze verbonden aan Covent garden van André Messager. Er volgde een vrije periode, maar van 1909 tot 1914 was ze verbonden aan de Metropolitan Opera in New York. Ze speelde (bij-)rollen met Enrico Caruso, Olive Fremstad, Louise Horner en Alma Gluck en onder dirigenten als Arturo Toscanini. Vanaf 1916 was ze merendeels te vinden in Montreal. Ze specialiseerde zich in operettes en zette dat in 1923 door, door zich aan te sluiten bij de Canadian Operette Society en vanaf 1936 bij de Lyrical Varieties.
In aanvulling op die zangpartijen was ze ook zangpedagoge, zowel privé als aan het Conservatoire Lasalle (Conservatorium in Montreal) met leerlingen als Pierette Alalie, Amanda Alarie, Fleurette Beauchamp, Camille Ducharme, Rolande Désormeaux, Honoré Vaillancourt, Guy Mauffette en Estelle Maufette.
Als actrice was ze actief in een van de eerste films uit Quebec zoals Le père Chopin (1945). Ze speelde voorts rollen in soapseries op de radio in en rond Montreal. Zo speelde ze ook in de series La pension Velder (1938-1942) (rol Josephine Velder) en Metropolis (1943-1956).
Ze werd op 13 mei 1953 begraven in de Saint Jacques Kathedraal. Montreal vernoemde een straat naar haar: Avenue Maubourg. Haar stem is bewaard gebleven dankzij een vijftiental opnames.